# 阿明 (阿拔斯哈里發)
阿布·穆薩·穆罕默德·本·哈倫·拉希德（阿拉伯语：‎，羅馬化：Abū Mūsā Muḥammad ibn Hārūn al-Rashīd，787年—813年），尊號阿明，是阿拔斯王朝的第六代哈里發。

## 生平
阿明是哈里發哈伦·拉希德與原配夫人左拜德之子，被立為王儲，封阿明為西部長官；799年，哈伦又立阿明同父異母的哥哥馬蒙（Al-Ma'mun）為第二王儲，伊朗人口占多数的东部地区被转移到马蒙的控制之下,駐呼羅珊首府木鹿。

### 哈里发
809年拉希德死於征途，阿明即位於巴格達。 对年轻哈里发的政策影响最大的是维齐尔法德尔·伊本·拉比。法德尔·伊本·拉比说服阿明宣布他年幼的儿子穆萨为王位继承人，这导致了与他的兄弟马蒙的冲突。同年馬蒙向他發動攻擊，內戰於焉展開，阿拉伯人擁護阿明，波斯人擁護馬蒙。 811-813 年。 马蒙的指挥官占领了伊拉克大部分地区，并于 812 年围困巴格达。对于巴格达民众来说，马蒙的军队似乎很陌生，因为它主要由伊朗人和土耳其人组成，因此这场战争具有种族间的性质。 在封锁之下，城里开始发生饥荒。813年9月26日馬蒙攻陷巴格達，在这种情况下，阿明逃跑了，试图乘船逃跑，但被军官抓获并被处决。
馬蒙即位於木鹿，取得哈里发之位。而曼苏尔建立的園形宮城也在內戰期間被破壞殆盡。